# 峒河街道
峒河街道，是中华人民共和国湖南省湘西土家族苗族自治州吉首市下辖的一个乡镇级行政单位。

## 行政区划
峒河街道下辖以下地区：
峒河社区、新桥社区、向阳社区、光明社区、五里牌社区、大田社区、龙泉社区、振武营村、小溪村、上佬村、白果坪村、望江坳村、樟木溪村、岩寨村、林木山村和溪头村。

## 中国传统村落
2013年8月，小溪村被评为第二批中国传统村落。